# Hakim Ait Mokhtar
Hakim Ait Mokhtar (en arabe : حكيم أيت مختار) est un footballeur algérien né le 10 mars 1980 à Tizi Ouzou. Il évoluait au poste de milieu de terrain. formé à la Jeunesse sportive de Kabylie. depuis 1992, il a jouer 2 matchs officielle avec les seniors.

## Biographie
Hakim Ait Mokhtar évoluait en première division algérienne avec les clubs de l'USM Blida et du MC Saïda. Il dispute 45 matchs en inscrivant dix buts.

## Palmarès
USM Blida
- Championnat d'Algérie :
  - Vice-champion : 2002-03.